# 安娜-玛丽亚·米勒
安娜-玛丽亚·米勒（德語：Anna-Maria Müller，1949年2月23日—2009年8月23日），德国女子雪橇运动员。她曾代表东德参加1968年和1972年冬季奥林匹克运动会雪橇比赛，其中1972年冬季奥运会获得一枚金牌。